# Altria
Altria Group, Inc. (раніше відома як Philip Morris Companies, Inc.) — американська корпорація, один з найбільших світових виробників та продавців тютюну, сигарет та супутніх товарів. Вона працює у всьому світі, а головний офіс знаходиться в неінкорпорпорованому окрузі Генрайко, штат Вірджинія, недалеко від міста Ричмонд.
Altria є материнською компанією Philip Morris USA (виробник сигарет Marlboro), John Middleton, Inc., U.S. Smokeless Tobacco Company, Inc., Philip Morris Capital Corporation, and Chateau Ste. Michelle Wine Estates. Altria також підтримує великі міноритарні пакети в Бельгії на базі пивоварного ABInBev, канадська компанія Cronos Group, а також виробник електронних сигарет JUUL Labs. Є частиною S&P 500 і була частиною Dow Jones Industrial Average з 1985 по 2008 рік.
Зараз Altria включає групу компаній, пов'язаних із збутом тютюнових виробів у США та фінансовими послугами. Маркетинг продукції Philip Morris за межами США здійснює повністю незалежна компанія: Philip Morris International, що базується в Лозанні, Швейцарія.

## Історія
Історія компанії розпочалась у 1847 році з відкриття у Лондоні тютюнового магазину, що торгував сигаретами ручної скрутки. У 1887 році компанія отримала назву «Philip Morris & Co., Ltd».
У 1988 році Філіп Морріс придбав Kraft Foods за 13 100 мільйонів доларів, а в 2000 році придбав компанію Nabisco (печиво, шоколадні цукерки та солодощі). У січні 2003 року компанії Philip Morris змінили свою назву на Grupo Altria.
Altria була реструктуризована, розлучившись із харчовим та пивним бізнесом. Отже, для харчового бізнесу було створено нову компанію Kraft Foods.
Компаніями, які входять до групи Altria, є: Philip Morris USA, US Smokeless тютюнова компанія, John Middleton, Philip Morris Capital Corp. та Nu Mark.
До 2003 року носила назву «Philip Morris Companies Inc». До 2007 року контролювала одну з найбільших у світі компаній з виробництва продуктів харчування «Kraft Foods». 28 березня 2008 року відбувся поділ підрозділу «Philip Morris International» шляхом розподілення 100 % акцій компанії між акціонерами «Altria».
Назва «Altria», як стверджується, походить від латинського слова «високий» і була частиною тенденції ребрендингу компаній на назви, які раніше не існували. (Accenture (раніше Andersen Consulting) та Verizon є яскравими прикладами). Лінгвіст Стівен Пінкер припускає, що насправді назва — це «кричущий приклад» фонестезії — компанія намагається «змінити імідж із поганих людей, які продають канцерогенні речовини, що викликають залежність, на місце альтруїзму та інших високих цінностей».
Консультанти компанії з брендингу Wirthlin Group заявили: «Альтернатива змінити назву надає можливість замаскувати негативи, пов'язані з тютюновим бізнесом», що дозволяє компанії поліпшити свій імідж та підвищити свою популярність, не жертвуючи прибутком від тютюну.
Керівники компанії Philip Morris вважали, що зміна назви ізолюватиме більшу корпорацію та інші операційні компанії від політичного тиску на тютюн.
Ребрендинг відбувся в умовах соціальних, правових та фінансових проблем. У 2003 році Altria отримала 11 місце в списку Fortune і з тих пір постійно знижувалась в рейтингу. У 2010 році Altria Group (MO) посіла 137 місце в списку Fortune, тоді як її колишній актив, Philip Morris International, посів 94 місце.
У 2006 році суд Сполучених Штатів встановив, що Філіп Морріс «публічно… оскаржував наукові висновки, що пов'язують куріння та хвороби, знаючи, що ці твердження були неправдивими».  У постанові 2006 року федеральний суд встановив, що Altria, разом із RJ Reynolds Tobacco, Lorillard та Philip Morris були визнані винними у введенні громадськості в оману щодо небезпеки куріння. У рамках цього рішення було зазначено, що «підсудні змінили хімічну форму нікотину, що надходить у звичайний сигаретний дим, з метою підвищення ефективності передачі нікотину та збільшення швидкості засвоєння нікотину курцями». Це було зроблено шляхом маніпулювання рН диму аміаком. Додавання аміаку збільшує рН диму, що призводить до того, що курці «піддаються дії вищих внутрішніх доз нікотину і стають більш залежними від продукту».
30 березня 2007 року частка Altria 88,1 % у Kraft Foods відділилась шляхом розподілу акцій (88,1 %) акціонерам Altria. Того ж року Altria почала продавати всі свої акції Philip Morris International акціонерам Altria. Поділ був завершений 28 березня 2008 року. Знову ж у 2007 році компанія розпочала придбання виробника сигар John Middleton Co у Bradford Holdings, який був завершений у 2008 році. Після того, як компанія Philip Morris International виділилася, колишні дочірні компанії припинили закупівлю тютюну в Америці, що було основним фактором закриття нещодавно відремонтованого заводу в Північній Кароліні, приблизно на 50 % зменшення обсягів виробництва, масштабних звільнень та спонукання до дострокового виходу на пенсію.
У 2008 році компанія Altria офіційно перенесла свою штаб-квартиру з Нью-Йорка в Річмонд, штат Вірджинія, після того, як Філіп Морріс десять років тому продав свої офіси в центрі Нью-Йорка. За кількома винятками, усі виробничі, комерційні та виконавчі працівники довгий час знаходились у Річмонді та поблизу. В даний час штаб-квартира компанії знаходиться в неінкорпорованому районі в окрузі Генрайко, менш ніж за п'ять миль на захід від межі міста Річмонд і менш ніж за десять миль від центру міста Річмонд.

## Фінанси
За 2017 рік Altria повідомила про прибуток 10,208 млрд доларів США при річному доході 25,576 млрд доларів США, що на 0,65 % менше порівняно з попереднім фінансовим циклом. Її ринкова капіталізація в жовтні 2018 року була оцінена в понад 118,5 мільярдів доларів США. Станом на 2018 рік компанія займала 154 місце в списку найбільших корпорацій США за рейтингом Fortune 500 за доходами.
| Рік  | Дохід, млн дол. США | Чистий прибуток, млн дол. США | Сукупні активи, млн дол. США | Ціна за акцію, дол. США | Співробітники |
| ---- | ------------------- | ----------------------------- | ---------------------------- | ----------------------- | ------------- |
| 2006 | 18,790              | 12,022                        | 104,270                      | 9.59                    |               |
| 2007 | 18,664              | 9,786                         | 57,746                       | 11.98                   |               |
| 2008 | 19,356              | 4,930                         | 27,215                       | 12.11                   |               |
| 2009 | 23,556              | 3,206                         | 36,677                       | 11.06                   |               |
| 2010 | 24,363              | 3,890                         | 37,402                       | 15.08                   |               |
| 2011 | 23,800              | 3,377                         | 36,751                       | 19.25                   |               |
| 2012 | 24,618              | 4,167                         | 35,329                       | 24.79                   |               |
| 2013 | 24,466              | 4,535                         | 34,859                       | 28.70                   | 9,000         |
| 2014 | 24,522              | 5,058                         | 34,475                       | 35.86                   | 9,000         |
| 2015 | 25,434              | 5,231                         | 31,459                       | 47.86                   | 8,800         |
| 2016 | 25,744              | 14,215                        | 45,932                       | 59.00                   | 8,300         |
| 2017 | 25,576              | 10,208                        | 43,202                       | 66.74                   | 8,300         |
| 2018 | 25,364              | 6,955                         | 55,495                       |                         | 8,300         |
| 2019 | 25,110              | −1,300                        | 49,271                       |                         | 7,300         |

## Корпоративне управління

### Рада директорів
Членами ради директорів Altria Group станом на лютий 2013 року були:
- Елізабет Е. Бейлі (1938–), професор, школа Уортона, Пенсильванський університет
- Джеральд Л. Балілес (2008—2019), директор Центру громадських справ Міллера Університету Вірджинії; колишній губернатор Вірджинії
- Мартін Баррінгтон, голова та виконавчий директор Altria Group, Inc.
- Джон Т. Кастін III (2010–), почесний президент Університету Вірджинії
- Діньяр С. Девітре (2008–), спеціальний радник, General Atlantic Partners, Нью-Йорк, Нью-Йорк; колишній SVP та фінансовий директор Altria
- Томас Ф. Фаррелл II (2008–), голова, президент та генеральний директор, Dominion Resources, Річмонд, штат Вірджинія
- Томас В. Джонс (2002–), старший партнер, TWJ Capital LLC, Стемфорд, Коннектикут; раніше з Citigroup, Travelers та TIAA-CREF
- Дебра Дж. Келлі-Енніс (2013–), колишній президент та генеральний директор Diageo Canada, Inc.; також раніше з RJR Nabisco, Inc., Coca-Cola, General Motors та Grand Metropolitan
- В. Лео Кілі III (2011–), генеральний директор у відставці MillerCoors LLC, Golden, CO; раніше з Frito-Lay
- Кетрін Б. Маккуад (2012–), пенсіонер EVP та фінансовий директор Canadian Pacific Railway Limited; раніше Norfolk Southern Corporation
- Джордж Муньос (2004–), директор Muñoz Investment Banking Group, LLC, Вашингтон, округ Колумбія; партнер Tobin & Muñoz, Чикаго, Іллінойс;
- Набіл Ю. Саккаб (2008–), старший віцепрезидент з корпоративних досліджень та розробок, Procter & Gamble, Цинциннаті, Огайо

### Штаб-квартира
До того, як Філіп Морріс розмістився в штаті Вірджинія, штаб-квартира компанії знаходилась у центрі Манхеттена, штат Нью-Йорк. У 2003 році Філіп Морріс оголосив, що перенесе свою штаб-квартиру до Вірджинії. Компанія заявила, що планує утримувати близько 750 співробітників у колишньому штабі. Брендан Маккормік, прес-секретар «Philip Morris», заявив, що компанія оцінює, що цей крок дозволить заощадити компанії понад 60 млн доларів щороку. Зараз головний офіс компанії знаходиться в некорпоративному районі округу Генрайко, штат Вірджинія, недалеко від Річмонда. Крім того, компанія має Центр досліджень та технологій на 350 000 квадратних футів, розміщений у центрі Річмонда в Дослідницькому парку Біотехнології штату Вірджинія, в якому працює приблизно 600 вчених, інженерів та допоміжний персонал.

## Діяльність в Україні
Приватне акціонерне товариство ПрАТ «Філіп Морріс Україна» було засноване в 1993 році в Києві і започатковане компанією Philip Morris International Inc..
У 1994 році відбулось підписання договору про інвестиції з АТ «Харківська тютюнова фабрика» та було придбано 51 % акцій АТ «Харківська тютюнова фабрика».
У 2003 році компанія розпочала будівництво нової фабрики в с. Докучаєвське (Харківський район, Харківська область), яка запрацювала з травня 2006 року. На виробництві задіяно 900 чоловік, ще понад 300 чоловік через субпідрядні організації обслуговують інфраструктуру.
ПрАТ «Філіп Морріс Україна» входить до корпорації «Філіп Морріс Інтернешнл», провідної міжнародної тютюнової компанії, продукція якої продається в більш ніж 160 країнах світу. ПрАТ «Філіп Морріс Україна» має штаб-квартиру в Києві і ще дев'ять регіональних представництв в різних областях країни. Відкритий новий виробничий центр у Харкові. В Україні виробляється цілий ряд марок як для внутрішнього ринку, так і для експорту. Це, зокрема, Chesterfield, Bond Street, Marlboro, L&M і Parliament.
Компанія має різноманітний асортимент торгових марок на чолі з Marlboro та L&M. Володіють 7 з 15 найпопулярніших міжнародних марок у світі.

## Політичний вплив
За даними Центру доброчесності громадськості, Altria витратила близько 101 мільйона доларів на лобіювання уряду Сполучених Штатів між 1998 і 2004 роками. Це робить Altria другою за активністю організацією в країні.
Altria також фінансувала «Коаліцію про розвиток звукових наук», яка лобіювала проти наукового консенсусу щодо антропогенних змін клімату.
Даніель Сміт, який представляє Altria, є членом ради приватних підприємств Американської ради законодавчого обміну.

## Позов
У серпні 2006 року групу Altria було визнано винною в шахрайствах та рекеті. У позові стверджувалося, що маркетинг Altria, виробника «легких сигарет із низьким вмістом тютюну», згідно із Законом про недобросовісну торговельну практику штату Мен (MUTPA), здійснює навмисне введення в оману, стверджуючи, що ці продукти безпечніші за звичайні сигарети.